# Doleschalla solomonensis
Doleschalla solomonensis är en tvåvingeart som beskrevs av Baranov 1934. Doleschalla solomonensis ingår i släktet Doleschalla och familjen parasitflugor. Inga underarter finns listade i Catalogue of Life.